# Juri Biordi
Juri Biordi, né le 1er janvier 1995 est un footballeur international saint-marinais qui évolue au poste de défenseur au Tre Fiori.

## Biographie

### Carrière nationale
Le 6 septembre 2013, Biordi se fait connaître en inscrivant un but à la 22e minute en faveur de l'équipe de Saint-Marin espoirs, contre le Pays de Galles, lors d'un match des éliminatoires du championnat d'Europe espoirs 2015, permettant ainsi à son équipe de s'imposer de façon inattendue (victoire 1-0),,,.
Le 8 juin 2014, Biordi réalise ses débuts avec l'équipe de Saint-Marin face à l'Albanie, lors d'un match amical (défaite 0-3),,.